# Minous andriashevi
Minous andriashevi är en fiskart som beskrevs av Mandrytsa, 1990. Minous andriashevi ingår i släktet Minous och familjen Synanceiidae. Inga underarter finns listade i Catalogue of Life.